# کشتی سانچی
سانچی (انگلیسی: Sanchi) یک کشتی نفت‌کش سوئزگذر ساخته شده در سال ۲۰۰۸ بود که با پرچم پاناما تردد می‌کرد و توسط شرکت ملی نفت‌کش ایران (NITC) اداره می‌شد. این کشتی قبل از این با نام‌های سامان (۲۰۰۸)، سپید (۲۰۰۸ تا ۲۰۱۲)، گاردینیا (۲۰۱۲) و سی‌هورس (اسب دریا) (۲۰۱۲ تا ۲۰۱۳) شناخته می‌شد.نام دیگر فارسی سازی شده آن سورن بود. 
در پی اعلام مرگ همه ۳۲ خدمه و سرنشین کشتی سانچی، موجی از انتقاد از عملکرد دستگاههای دولتی در رسانه‌ها و شبکه‌های مجازی به راه افتاد و همزمان، ابهامات موجود درباره حادثه به بحث گذاشته شد.
طبق اسناد به دست امده خبررسانی ایران در ارائه حقیقی جان سرنشینان کشتی بیان درستی نکرده است

## حادثه ۶ ژانویه ۲۰۱۸
در ۶ ژانویه ۲۰۱۸ کشتی نفت‌کش سانچی که حاوی محموله میعانات گازی به مقصد کره جنوبی و به کاپیتانی مجید قصابی عروجی بود در نزدیکی شانگهای با کشتی فله‌بر سی‌اف کریستال برخورد کرد. سی‌اف کریستال با پرچم هنگ کنگ از آمریکا به مقصد چین حرکت می‌کرد و حامل محموله ۶۴ هزار تنی غله بود. بعد از چندین روز آتش‌سوزی نفت‌کش در تاریخ ۱۴ ژانویه ۲۰۱۸ غرق شد، طبق گزارش‌ها تقریباً ۴ روز قبل از غرق شدن کشتی منفجر شد. بعد از پیدا کردن جسد یک نفر از دریا و ۲ نفر در یک قایق نجات ۲۹ نفر دیگر پیدا نشدند و فرض بر این شد که تمام ۳۲ خدمه کشتی کشته شده‌اند.

## علت استفاده پرچم پاناما توسط نفتکش ایرانی
به دلیل کمتر بودن هزینه‌های اداری ثبت و سختگیرانه نبودن قوانین اداره کشتی، از نظر ملیت خدمه، قوانین کاری و بازرگانی، بیش از ۷۰ درصد کشتی‌های جهان، در کشوری غیر از کشور مالک ثبت شده‌اند و با پرچم کشور دیگری حرکت می‌کنند. به این اقدام در اصطلاح بازرگانی دریایی پرچم مصلحتی گفته می‌شود.